# Atenodoro de Rodes
Atenodoro foi um escultor de Rodes que esculpiu, juntamente com os escultores Agesandro e Polidoro, a obra Grupo de Laocoonte, encontrado nas Termas de Tito.